# PRIDE Bushido 1
PRIDE Bushido 1 fue un evento de artes marciales mixtas producido por PRIDE Fighting Championships, celebrado el 5 de octubre de 2003 en el Saitama Super Arena de Saitama.